# Campeonato Sudamericano de Voleibol Femenino de 2011
La XXIX edición del Campeonato Sudamericano de Voleibol Femenino se llevó a cabo del 28 de septiembre al 2 de octubre de 2011 en el Callao, Perú. El torneo contó con la participación de 8 equipos nacionales sudamericanos que compitieron por dos cupos para la Copa Mundial de Voleibol Femenino 2011 realizada en Japón.

## Equipos participantes
- Argentina
- Bolivia 1
- Brasil
- Chile
- Colombia
- Paraguay
- Perú
- Uruguay

- 1La selección de Bolivia iba formar parte del Grupo A, pero días antes del campeonato se retiró.

## Grupos
| Grupo A  | Grupo B   |
| -------- | --------- |
| Perú     | Brasil    |
| Colombia | Argentina |
| Uruguay  | Chile     |
| Bolivia  | Paraguay  |

## Primera fase

### Grupo A
| Pos | Equipo   | PJ | PG | PP | SG | SP | PTS |
| --- | -------- | -- | -- | -- | -- | -- | --- |
| 1   | Perú     | 2  | 2  | 0  | 6  | 1  | 6   |
| 2   | Colombia | 2  | 1  | 1  | 4  | 3  | 3   |
| 3   | Uruguay  | 2  | 0  | 2  | 0  | 6  | 0   |

Resultados
| Fecha    | Encuentro          | Resultado | Set   | Set   | Set   | Set   | Set | Puntuación total |
| Fecha    | Encuentro          | Resultado | 1     | 2     | 3     | 4     | 5   | Puntuación total |
| -------- | ------------------ | --------- | ----- | ----- | ----- | ----- | --- | ---------------- |
| 28-09-11 | Perú - Colombia    | 3-1       | 25-23 | 25-22 | 18-25 | 25-17 |     | 92-87            |
| 29-09-11 | Perú - Uruguay     | 3-0       | 25-13 | 25-13 | 25-13 |       |     | 75-39            |
| 30-09-11 | Colombia - Uruguay | 3-0       | 25-14 | 25-10 | 25-22 |       |     | 75-46            |

### Grupo B
| Pos | Equipo    | PJ | PG | PP | SG | SP | PTS |
| --- | --------- | -- | -- | -- | -- | -- | --- |
| 1   | Brasil    | 3  | 3  | 0  | 9  | 0  | 9   |
| 2   | Argentina | 3  | 2  | 1  | 6  | 3  | 6   |
| 3   | Chile     | 3  | 1  | 2  | 3  | 6  | 3   |
| 4   | Paraguay  | 3  | 0  | 3  | 0  | 9  | 0   |

Resultados
| Fecha    | Encuentro            | Resultado | Set   | Set   | Set   | Set | Set | Puntuación total |
| Fecha    | Encuentro            | Resultado | 1     | 2     | 3     | 4   | 5   | Puntuación total |
| -------- | -------------------- | --------- | ----- | ----- | ----- | --- | --- | ---------------- |
| 28-09-11 | Brasil - Paraguay    | 3-0       | 25-07 | 25-09 | 25-08 |     |     | 75-24            |
| 28-09-11 | Argentina - Chile    | 3-0       | 25-10 | 25-15 | 25-12 |     |     | 75-37            |
| 29-09-11 | Brasil - Chile       | 3-0       | 25-08 | 25-09 | 25-09 |     |     | 75-26            |
| 29-09-11 | Argentina - Paraguay | 3-0       | 25-06 | 25-10 | 25-08 |     |     | 75-32            |
| 30-09-11 | Chile - Paraguay     | 3-0       | 26-24 | 25-20 | 25-17 |     |     | 76-61            |
| 30-09-11 | Brasil - Argentina   | 3-0       | 25-19 | 25-10 | 25-08 |     |     | 75-37            |

## Final 5° al 7° puesto
Disputado entre los tres equipos eliminados de la primera fase, Chile por ser el mejor de los tres pasó directo al juego por el 5° lugar, mientras Uruguay y Paraguay se disputaron el cupo para el 5° lugar; quedando en 7° lugar en el torneo el perdedor de este juego.
|  | Semifinales | Semifinales |   |          | 5° puesto  | 5° puesto |  |
|  |             |             |   |          |            |           |  |
|  |             |             |   |          |            |           |  |
|  |             |             |   |          |            |           |  |
|  | Uruguay     | 3           |   |          |            |           |  |
|  | Paraguay    | 0           |   |          |            |           |  |
|  |             |             |   |          |            |           |  |
|  |             |             |   |          |            |           |  |
|  |             |             |   |          | Uruguay    | 3         |  |
|  |             | Chile       | 1 |          |            |           |  |
|  |             |             |   |          |            |           |  |
|  |             |             |   |          |            |           |  |
|  |             |             |   |          | 7º puesto  |           |  |
|  |             |             |   |          |            |           |  |
|  | Chile       | -           |   | Paraguay | -          |           |  |
|  | Sin equipo  | -           |   |          | Sin equipo | -         |  |

### Resultados
| Fase      | Fecha    | Encuentro          | Resultado | Set   | Set   | Set   | Set   | Set | Puntuación total |
| Fase      | Fecha    | Encuentro          | Resultado | 1     | 2     | 3     | 4     | 5   | Puntuación total |
| --------- | -------- | ------------------ | --------- | ----- | ----- | ----- | ----- | --- | ---------------- |
| Semifinal | 01-10-11 | Uruguay - Paraguay | 3-0       | 25-06 | 25-14 | 25-13 |       |     | 75-33            |
| 5° lugar  | 02-10-11 | Uruguay - Chile    | 3-1       | 25-16 | 24-26 | 25-18 | 25-19 |     | 99-79            |

## Cuadro final
Los equipos clasificados a la semifinal se enfrentaron de la siguiente manera:

1° Grupo A vs 2° Grupo B

1° Grupo B vs 2° Grupo A

Los ganadores de estas llaves accedieron a la final por el título mientras los perdedores disputaron el 3° lugar.
|  | Semifinales | Semifinales |   |      | Final     | Final |  |
|  |             |             |   |      |           |       |  |
|  |             |             |   |      |           |       |  |
|  |             |             |   |      |           |       |  |
|  | Perú        | 0           |   |      |           |       |  |
|  | Argentina   | 3           |   |      |           |       |  |
|  |             |             |   |      |           |       |  |
|  |             |             |   |      |           |       |  |
|  |             |             |   |      | Argentina | 0     |  |
|  |             | Brasil      | 3 |      |           |       |  |
|  |             |             |   |      |           |       |  |
|  |             |             |   |      |           |       |  |
|  |             |             |   |      | 3º puesto |       |  |
|  |             |             |   |      |           |       |  |
|  | Brasil      | 3           |   | Perú | 3         |       |  |
|  | Colombia    | 0           |   |      | Colombia  | 1     |  |

## Semifinales
| Fecha        | Encuentro         | Resultado | Set   | Set   | Set   | Set | Set | Puntuación total |
| Fecha        | Encuentro         | Resultado | 1     | 2     | 3     | 4   | 5   | Puntuación total |
| ------------ | ----------------- | --------- | ----- | ----- | ----- | --- | --- | ---------------- |
| 1 de octubre | Perú - Argentina  | 0-3       | 15-25 | 23-25 | 24-26 |     |     | 62-76            |
| 1 de octubre | Brasil - Colombia | 3-0       | 25-18 | 25-07 | 25-20 |     |     | 75-45            |

## Tercer lugar
| Fecha        | Encuentro       | Resultado | Set   | Set   | Set   | Set   | Set | Puntuación total |
| Fecha        | Encuentro       | Resultado | 1     | 2     | 3     | 4     | 5   | Puntuación total |
| ------------ | --------------- | --------- | ----- | ----- | ----- | ----- | --- | ---------------- |
| 2 de octubre | Perú - Colombia | 3-1       | 25-23 | 25-22 | 23-25 | 25-22 |     | 98-92            |

## Final
| Fecha        | Encuentro          | Resultado | Set   | Set   | Set   | Set | Set | Puntuación total |
| Fecha        | Encuentro          | Resultado | 1     | 2     | 3     | 4   | 5   | Puntuación total |
| ------------ | ------------------ | --------- | ----- | ----- | ----- | --- | --- | ---------------- |
| 2 de octubre | Argentina - Brasil | 0-3       | 10-25 | 07-25 | 17-25 |     |     | 34-75            |

## Posiciones finales
| Pos | Equipo    |
| --- | --------- |
|     | Brasil    |
|     | Argentina |
|     | Perú      |
| 4   | Colombia  |
| 5   | Uruguay   |
| 6   | Chile     |
| 7   | Paraguay  |

## Distinciones individuales[2]
| Distinción      | Nombre                | Equipo    |
| --------------- | --------------------- | --------- |
| MVP             | Sheilla Castro        | Brasil    |
| Mejor anotadora | Madelaynne Montaño    | Colombia  |
| Mejor ataque    | Marianne Steinbrecher | Brasil    |
| Mejor bloqueo   | Fabiana Claudino      | Brasil    |
| Mejor servicio  | Lorena Zuleta         | Colombia  |
| Mejor armadora  | Elena Keldibekova     | Perú      |
| Mejor recepción | Vanessa Palacios      | Perú      |
| Mejor defensa   | Lucia Gaido           | Argentina |
| Mejor líbero    | Fabiana de Oliveira   | Brasil    |